# Enrique Morea
Enrique Jorge Morea (Buenos Aires, 11 de abril de 1924 – Buenos Aires, 15 de março de 2017) foi um tenista profissional argentino.
Enrique Jorge Morea foi campeão de duplas mistas de Roland Garros de 1950. Ele foi o primeiro campeão individual e duplas dos Jogos Pan-Americanos de 1951.

## Grand Slam Finais

#### Duplas Mistas: 4 (1 vitória e 3 vices)
| Posição | Ano  | Campeonato           | Piso   | Parceira          | Oponentes                          | Placar        |
| Campeão | 1950 | French Championships | Saibro | Barbara Scofield  | Patricia Canning Todd Bill Talbert | W/O           |
| Vice    | 1952 | Wimbledon            | Grama  | Thelma Coyne Long | Doris Hart Frank Sedgman           | 6–4, 3–6, 4–6 |
| Vice    | 1953 | Wimbledon            | Grama  | Shirley Fry       | Doris Hart Vic Seixas              | 7–9, 5–7      |
| Vice    | 1955 | Wimbledon            | Grama  | Louise Brough     | Doris Hart Vic Seixas              | 6–8, 6–2, 3–6 |

## Jogos Pan-Americanos

### Simples: 2 medalhas (1 ouro e 1 prata)
| Posição | Ano  | Local            | Oponente      | Placar             |
| Ouro    | 1951 | Buenos Aires     | Alejo Russell | 6-4, 6-2, 6-2      |
| Prata   | 1955 | Cidade do México | Arthur Larsen | 6-4, 7-9, 4-6, 2-6 |

### Duplas: 1 medalha (1 ouro)
| Posição | Ano  | Local        | Parceiro      | Oponentes                  | Placar        |
| Ouro    | 1951 | Buenos Aires | Alejo Russell | Luis Ayala Carlos Sanhueza | 6-4, 7-5, 6-4 |

### Duplas Mistas: 2 medalhas (2 prata)
| Posição | Ano  | Local            | Parceira            | Oponentes                      | Placar     |
| Prata   | 1951 | Buenos Aires     | Mary Terán de Weiss | Gustavo Palafox Imelda Ramírez | 4-6, 4-6   |
| Prata   | 1955 | Cidade do México | Felisa Piédrola     | Gustavo Palafox Yola Ramírez   | 2-6, 12-14 |